# West-Duitse voetbalbeker 1932/33
In 1932/33 werd de tweede en laatste voetbalbeker gespeeld die georganiseerd werd door de West-Duitse voetbalbond, de officiële naam was Westdeutsche Verbandspokal 1932/33.
Titelverdediger VfL Benrath volgde zichzelf op als laureaat en plaatste zich zo voor de nationale eindronde. De club verloor in de eerste ronde van SV 1860 München. Nadat de NSDAP aan de macht kwam in 1933 werden alle regionale voetbalbonden ontbonden en werd de competitie grondig geherstructureerd. Met de Tschammerpokal kwam er twee jaar later wel een nieuwe bekercompetitie, voor het ganse land. 

## Eindronde
| Bezirkspokal               | Thuisploeg              | Uitploeg             | Uitslag   |
| -------------------------- | ----------------------- | -------------------- | --------- |
| Westfalen                  | Viktoria Recklinghausen | SC Münster 08        | 4:1       |
| Ruhrbezirk                 | BV Stoppenberg          | Schwarz-Weiß Essen   | 0:2       |
| Niederrhein                | Duisburger FV 08        | VfvB Alsum           | 5:3       |
| Bergisch-Märkischer Bezirk | SpVgg Ratingen 04       | VfL 06 Benrath       | 2:3 n. V. |
| Rheinbezirk                | SpVgg Sülz 07           | Rheydter Spielverein | 2:4       |
| Mittelrheinbezirk          | FV Neuendorf            | SV Rheinland Mayen   | 3:1       |
| Südwestfalen               | SuS Hüsten 09           | SC Brachbach         | 5:2 (1)   |
| Bezirk Hessen-Hannover     | 1. SV Borussia Fulda    | SVG Göttingen 07     | 6:0 (2)   |

(1): Ondanks een nederlaag ging Brachbach toch naar de kwartfinale aangezien SuS Hüsten kampioen van Zuidwestfalen geworden waren en daardoor reeds voor de West-Duitse eindronde geplaatst was.
(2): Ondanks een nederlaag ging Göttingen toch naar de kwartfinale aangezien Borussia Fulda kampioen van Hessen-Hannover geworden waren en daardoor reeds voor de West-Duitse eindronde geplaatst was

### Kwartfinale
|               |              |       |              |  |
| 19 maart 1933 | FV Neuendorf | 7 - 1 | SC Brachbach |  |
| 19 maart 1933 |              |       |              |  |

|               |                         |       |                  |  |
| 19 maart 1933 | Viktoria Recklinghausen | 2 - 0 | SVG Göttingen 07 |  |
| 19 maart 1933 |                         |       |                  |  |

|              |                |       |                    |  |
| 9 april 1933 | FV Duisburg 08 | 1 - 2 | Schwarz-Weiß Essen |  |
| 9 april 1933 |                |       |                    |  |

|              |                   |       |             |  |
| 9 april 1933 | Rheydter SpV 1905 | 2 - 3 | VfL Benrath |  |
| 9 april 1933 |                   |       |             |  |

### Halve Finale
|               |                                                              |       |                                       |                                             |
| 23 april 1933 | VfL Benrath                                                  | 7 - 2 | FV Neuendorf                          | TuRU-Platz, Düsseldorf Toeschouwers: 10.000 |
| 23 april 1933 | Hohmann 3', 50' Rasselnberg 11' Stoffels 38', 47', 61' (pen) |       | Schäfer 51' (pen), Lorisika 87' (pen) | TuRU-Platz, Düsseldorf Toeschouwers: 10.000 |

|               |                                 |       |                         |                                             |
| 23 april 1933 | Schwarz-Weiß Essen              | 3 - 0 | Viktoria Recklinghausen | Uhlenkrugstadion, Essen Toeschouwers: 3.000 |
| 23 april 1933 | Poertgen 17' Hullische 68', 79' |       |                         | Uhlenkrugstadion, Essen Toeschouwers: 3.000 |

### Finale
|               |                                           |       |                    |                                                |
| 30 april 1933 | VfL Benrath                               | 3 - 1 | Schwarz-Weiß Essen | Stadion am Zoo, Wuppertal Toeschouwers: 15.000 |
| 30 april 1933 | Rasselnberg 72' Leonhard 80' Stoffels 88' |       | 50' Poertgen       | Stadion am Zoo, Wuppertal Toeschouwers: 15.000 |

1902/03 · 1903/04 · 1904/05 · 1905/06 · 1906/07 · 1907/08 · 1908/09 · 1909/10 · 1910/11 · 1911/12 · 1912/13 · 1913/14 · 1914/15 · 1915/16 · 1916/17 · 1917/18 · 1918/19 · 1919/20 · 1920/21 · 1921/22 · 1922/23 · 1923/24 · 1924/25 · 1925/26 · 1926/27 · 1927/28 · 1928/29 · 1929/30 · 1930/31 · 1931/32 · 1932/33

 Beker: 1931/32 · 1932/33